# Resolution 1253 des UN-Sicherheitsrates
Die Resolution 1253 des Sicherheitsrates der Vereinten Nationen war eine Entschließung, die der Sicherheitsrat der Vereinten Nationen am 28. Juli 1999 auf seiner 4026. Sitzung ohne Abstimmung angenommen hat. Mit der Resolution nahm der Sicherheitsrat die Empfehlung der Kommission zur Aufnahme neuer Mitgliedsstaaten in die Vereinten Nationen an, in der es um die Aufnahme des Königreichs Tonga in die Vereinten Nationen ging.
Mit der Resolution empfahl das Gremium der Generalversammlung der Vereinten Nationen die Aufnahme Tongas. Diese Aufnahme erfolgte am 14. September 1999.